# Остров, Дмитрий Константинович
Дмитрий Константинович Остро́в (настоящая фамилия — Остросаблин; 11 августа 1906, Борисоглебск, Тамбовская губерния, Российская империя — 9 июля 1971, Ленинград, СССР) — русский советский писатель. Участник Великой Отечественной войны.

## Биография
Дмитрий Константинович Остросаблин родился в семье железнодорожника. Окончил девять классов. В 1928 году переехал в Ленинград, где работал на текстильной фабрике. Параллельно начал заниматься прозой в литературной группе «Резец». Начал публиковаться в 1929 году.
В апреле 1935 года обвинялся по статье 58-10 УК РСФСР и был арестован. Его сослали в Красноярский край на 3 года. Отбывал наказание в селе Кежма. В июне 1935 обвинение было снято за отсутствием состава преступления. В 1936 году был повторно арестован по обвинению по статье 58-10 ч.1 УК РСФСР. Осуждён в июне 1939 года на 6 лет ИТЛ и 3 года лишения политических прав. Приговор был отменен 29 июля 1939 года Верховным Судом РСФСР по кассационной жалобе за необследованностью.
Когда началась Великая Отечественная война, вступил в народное ополчение. В августе 1941 года на фронте познакомился с Д. А. Граниным. Был военным корреспондентом дивизионных и армейских газет.
Дмитрий Константинович Остров умер в 1971 году. Был похоронен на Комаровском кладбище.

## Произведения
- «В окрестностях сердца»;
- «Герои будущего романа» (1931);
- «Рассказы» (1934);
- «Разворуевка» (1935);
- «Огонек в окне» (1944);
- «Письмо машинисту» (1951);
- «Тетя Оля» (1953);
- «Соринка в глазу» (1955);
- «Разные годы» (1956, 1958);
- «Стоит гора высокая» (1959);
- «Повести и рассказы» (1972).

## Награды
- Медаль «За оборону Ленинграда»[2]